# Гао Вэньлун
Гао Вэньлун (кит. трад. 高文龍, упр. 高文龙, пиньинь Gāo Wénlóng; род. 17.08.1994) — китайский шашист, специализирующийся в международных шашках. Призер Чемпионатов Азии (2015) и 2019 годов. Чемпион Китая (2015).
Участник Всемирных Интеллектуальных Игр (2012, 2013, 2016), чемпионата Азии 2016 (6 место), этапов Кубка Мира, отборочного турнира к чемпионату мира 2013 года (Венгрия, март 2013), первенств мира среди юниоров (2011, 2013 (классика — 11 место, блиц — 13 место).
На Салоу Опен 2014 получил приз за самую красивую комбинацию